# Grateful Dead
Grateful Dead (рус. «Грейтфул дэд»; с англ. — «Благодарные мертвецы») — американская рок-группа с лидером Джерри Гарсией, основанная в 1965 году в Сан-Франциско. После выступлений на фестивалях в Монтерее (1967) и в Вудстоке (1969) группа заняла значимое место в американской музыкальной сцене и контркультуре.
Grateful Dead известны по уникальному и эклектичному стилю своих песен, сочетающим в себя элементы таких жанров как рок, психоделическая музыка, блюз, кантри, фолк, блюграсс, джаз и госпел, а также по длительным импровизациям на концертах. Преданных поклонников Grateful Dead, некоторые из которых годами ездили вслед за группой от концерта к концерту, называют «Deadheads».

## История

### Формирование и ранние годы (1965—1966)
Grateful Dead начинали свою карьеру как The Warlocks. Именно под этим названием 5 мая 1965 года группа дала свой первый концерт в Magoo’s Pizza, расположенной на Санта-Крус-639-Авеню в пригороде Менло-Парк, Калифорния. Однако, в то время, такое же название носила и другая группа, впоследствии ставшая известной как Velvet Underground, в связи с чем музыканты приняли решение о переименовании. Само название Grateful Dead (Благодарные мертвецы) было взято из словаря. Согласно преданию, распространённому в разных формах в разных культурах, о человеке, похоронившем мертвеца, которого по каким-то причинам отказывались хоронить другие. Позже, если этот человек попадает в беду, дух «благодарного мертвеца» выручает его. Сами музыканты по-разному комментировали причину выбора этого названия. 4 декабря 1965 года, в Сан-Хосе, Grateful Dead отыграли свой первый концерт под новым названием.
С 1965 года Джерри Гарсия параллельно участвовал в студийных записях таких коллективов, как Jefferson Airplane, The New Riders of the Purple Sage и Crosby, Stills, Nash & Young, а также играл в нескольких акустических и электрических проектах: Jerry Garcia Band, Jerry Garcia Acoustic Band, Old & In The Way, Reconstruction, Legion of Marry.

### Музыкальная карьера (1967—1995)
В конце 1960-х Grateful Dead вместе с Jefferson Airplane и некоторыми другими рок-группами стали основоположниками американского психоделического рока. С 1967 года группа включала двух ударников, Мики Харта и Билла Кройцмана, что придавало ей оригинальное, объемное звучание. Это новшество заимствовала среди прочих группа The Allman Brothers Band.
В 1971 году Мики вынужден был покинуть группу из-за скандала, разразившегося вокруг его отца, Лени Харта. Лени, будучи менеджером группы, воспользовался своим положением и, выкрав крупную сумму денег, сбежал. Мики вернулся в коллектив через три года и продолжал выступать уже до конца гастролирования в 1995 году. Скандальному событию с Лени посвящена популярная песня группы «He’s Gone» («Он ушел»).
Несмотря на постоянство ядра группы (Гарсия, Леш, Виэр, Кройцман, Харт), клавишники сменялись несколько раз. На смену Рону Маккернану пришли: Том Константен, затем Кит Гадчо, Брент Мидланд, Брюс Хорнсби и Винс Велник. Когда Кит Гадчо был приглашен в группу, он пришёл вместе со своей женой Донной, ставшей единственной вокалисткой группы. Творческая деятельность группы неразрывно связана с участием поэтов Роберта Хантера (Robert Hunter) и Джона Барлоу. Хантер тесно сотрудничал с Гарсией, написав многие тексты к его песням. Аналогично Барлоу работал с Виэром. Grateful Dead часто исполняли кавер-версии Боба Дилана, The Beatles, Чака Берри, The Rolling Stones и других известных музыкантов. Подбор песен, как и их исполнение, были, как правило, сюрпризными, спонтанными и импровизационными, что придавало уникальность каждому выступлению.
Grateful Dead играли на легендарном фестивале Вудсток в 1969 году, но как сами участники группы, так и поклонники не были полностью довольны этим выступлением — оно сопровождалось техническими проблемами (одного из музыкантов даже ударило током от микрофона). Поэтому фрагменты их выступления на Вудстоке отсутствуют на официальных релизах записей с фестиваля. Группа должна была выступать и на печально известном Альтамонтском фестивале 6 декабря 1969 года. Grateful Dead должны были выйти на сцену последними, после The Rolling Stones. Однако из-за начавшегося насилия группа покинула фестиваль.

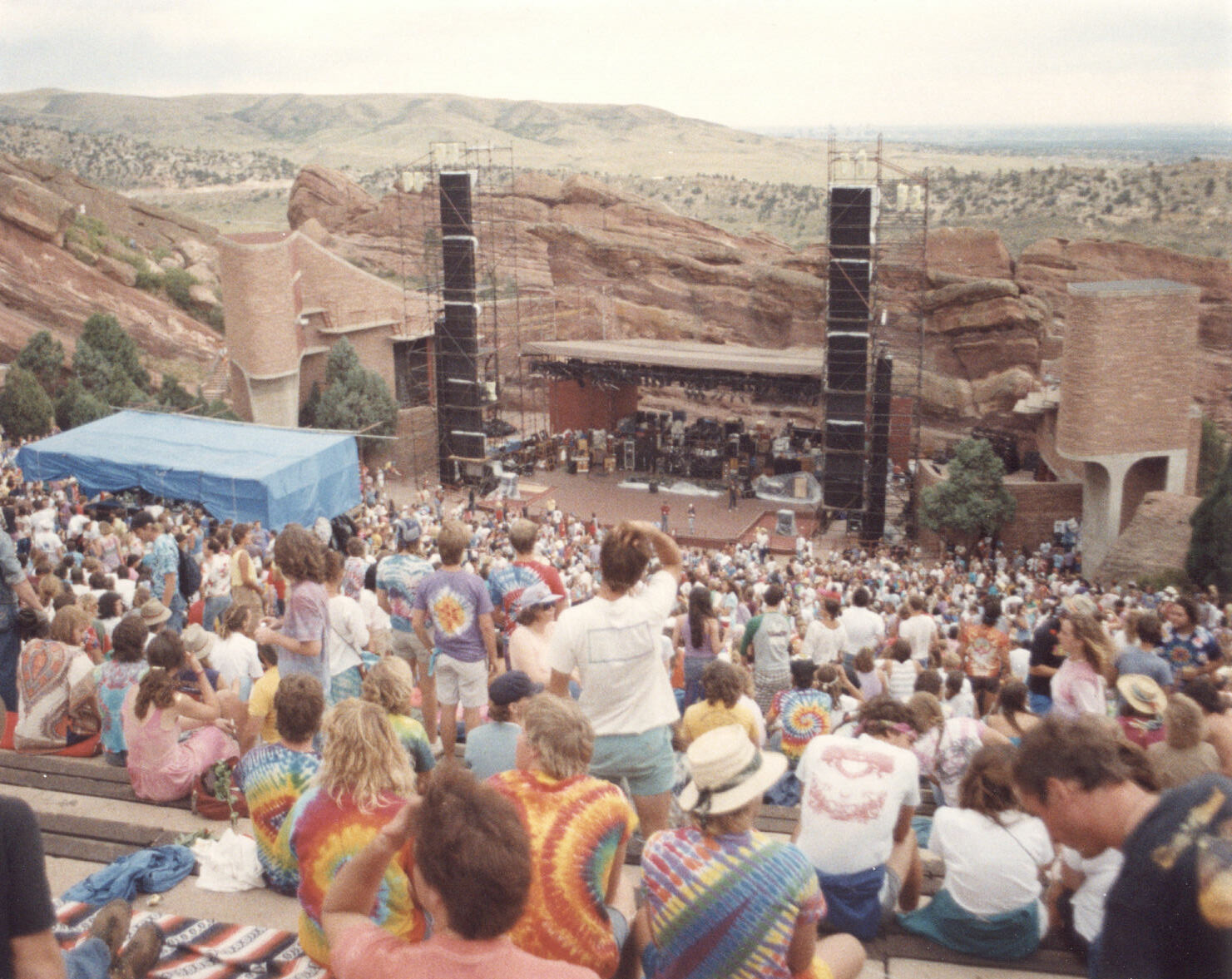
Начало концерта Grateful Dead в 80-х

В 1970 году группа стала возвращаться к своим музыкальным истокам — фолку и кантри, что заметно на альбомах «Workingman's Dead» и «American Beauty». В следующие несколько лет они давали около 100 концертов ежегодно, и регулярно выпускали студийные альбомы. Изнурённые концертными турне, участники Grateful Dead делали перерыв с октября 1974 до начала 1976 года, на протяжении которого дали только 4 концерта и занимались сольными проектами.
В 1978 г. Grateful Dead дали концерт у пирамид Гизы.
В 1980-х группа оставалась очень популярной, играя концерты во всё больших залах и стадионах, но с 1980 по 1987 год не выпустила ни одного студийного альбома. Гарсия, давно пристрастившийся к наркотикам, в 1986 году впал в диабетическую кому, после выхода из которой вёл некоторое время более здоровый образ жизни. В 1987 году вышел альбом «In The Dark», ставший самым коммерчески успешным в истории группы, и впервые сингл Grateful Dead («Touch of Grey») попал в топ-10. Многие песни альбома к моменту его выхода уже игрались группой на концертах на протяжении 5 лет.
В 1994 году Джерри Гарсия, как член группы Grateful Dead, был введён в «Зал славы рок-н-ролла». Выступив в общей сложности с 2317 концертами, Grateful Dead отыграли 9 июля 1995 года в историческом «Soldier Field» в Чикаго своё последнее выступление, ставшее также последним появлением Гарсии на публике, а через месяц, 9 августа 1995 года, в возрасте 53 лет, Джерри Гарсия умер от инфаркта. Осеннее турне было отменено, и 8 декабря группа объявила об официальном распаде.
В том же 1995 году вышел документальный фильм о группе под названием «Tie-Died: Rock’n’Roll’s Most Deadicated Fans», который предлагал взглянуть на группу в окружении толпы фанатов, путешествующей следом по всей стране.
Впоследствии некоторые бывшие участники Grateful Dead снова давали совместные концерты под названием «The Dead». Оригинальные участники продолжили творческую деятельность с собственными проектами, такими как «Phil Lesh and Friends» (Фил Леш) и «Ratdog» (Боб Вейр).
В июле 2015 года Grateful Dead отыграли трёхчасовой прощальный концерт и официально завершили музыкальную карьеру. В 2017 году вышел четырёхчасовой фильм о группе, названный Long Strange Trip.

## Wall Of Sound
«Wall of Sound» (дословно: стена звука) была гигантской конструкцией из динамиков (мониторов), созданной звукотехником группы Оусли Стенли III (Owsley Stanley III) по прозвищу Медведь (Bear). Grateful Dead в течение нескольких лет шли к этому эксперименту. В 1970-х годах эта группа инвестировала в звуковое оборудование существенную часть своей прибыли, чтобы обеспечить наилучший возможный звук на концертах. Наконец, в 1974 году идея была воплощена в жизнь. Wall of Sound отличалась от других концертных аудиосистем полным отсутствием мониторов для исполнителей, что позволяло музыкантам слышать звук точно таким, каким его слышала публика через основные динамики.
Система, однако, имела свои слабые стороны, в том числе для устранения эффекта обратной связи нужно было использовать микрофоны для каждого исполнителя, перевернутые на 180 градусов по фазе к динамикам, и близкое, вплотную у рта, их позициониривание, что было трудно выдерживать при выступлении. Первый концерт на полноценной Wall Of Sound состоялся в середине мая 1974 года на стадионе университета Рено в Неваде. Система произвела фурор на слушателей небывалыми в то время мощностью и чистотой звучания. Однако первое же турне Grateful Dead высветило множество проблем. Монтаж системы на сцене занимал не менее 2 суток, а невысокая надежность оборудования приводила к постоянным затратам на восстановление «горевшей» на концертах аппаратуры. кроме того, группе пришлось в несколько раз увеличить число технического персонала, обслуживавшего систему. Группе пришлось срочно строить вторую систему, чтобы поддерживать нормальный гастрольный ритм. Пока группа выступала в одном городе, в следующем уже шел монтаж системы. Финансовые и организационные трудности привели к тому, что уже в 1975 году группа отказалась от использования Wall Of Sound на концертах. Система была разделена на части, которые были распроданы или розданы другим группам. Многие компоненты системы продолжали эксплуатироваться ещё в 90-х годах, а, возможно, и дольше.

## Бутлеги и обмен концертными записями
В отличие от многих других групп, Grateful Dead разрешали делать записи своих концертов для бутлегов и обмен такими записями между поклонниками. На концертах даже были предусмотрены специальные зоны («taper’s section»), где поклонники могли установить свою портативную аппаратуру для записи концерта. Существует огромное количество таких записей, многие из которых вышли на бутлеговых пластинках и CD. Несмотря на некоммерческий подход к своей концертной звукозаписи, Grateful Dead стала одной из наиболее коммерчески успешных групп в США благодаря постоянному гастролированию. Её примеру следуют сегодня многие другие коллективы, разрешающие запись и обмен концертов на некоммерческой основе.

## Grateful Dead и Интернет
Никто из участников группы не был сильно увлечён компьютерными или сетевыми технологиями. Тем не менее, группа и её поклонники (так называемые «Deadheads») повлияли на развитие Интернета в самом его начале. Многие поклонники имели техническое образование или соответствующие профессии, и в итоге, в ранней влиятельной системе электронной почты «The WELL» быстро появился форум «Grateful Dead Conference». Кроме того, одной из первых групп новостей в Usenet'е была группа, посвящённая Grateful Dead — rec.music.gdead.
Когда появился формат MP3 и стало возможным распространять гигантские объёмы музыкальных файлов через Интернет, группа отреагировала одной из первых официальным разрешением («policy») на обмен их концертными записями таким путём. Это послужило примером для многих других групп. Как следствие такого дружественного отношения группы к бесплатному распространению их концертных записей, в Интернете легально появилось множество совершенно бесплатных бутлегов Grateful Dead для скачивания или прослушивания, в частности, на сайте archive.org.

## Составы

### Последний состав
- Джерри Гарсия (англ. Jerry Garcia) — соло-гитара, ведущий и бэк-вокал (1965—1995)
- Боб Вейр[англ.] (англ. Bob Weir) — ритм-гитара, ведущий и бэк-вокал (1965—1995)
- Фил Леш[англ.] (англ. Phil Lesh) — бас-гитара, бэк и ведущий вокал (1965—1995)
- Билл Кройцманн[англ.] (англ. Bill Kreutzmann) — ударные, перкуссия (1965—1995)
- Мики Харт[англ.] (англ. Mickey Hart) — ударные, перкуссия (1967—1971, 1975—1995)
- Винс Уэлник[англ.] (англ. Vince Welnick) — клавишные, бэк и ведущий вокал (1990—1995)

### Бывшие участники
- Рон Маккернан[англ.] (англ. Ron "Pigpen" McKernan) — клавишные, гармоника, перкуссия, ведущий и бэк-вокал (1965—1972)
- Том Константен[англ.] (англ. Tom Constanten) — клавишные (1968—1970; концертный музыкант 1967—1968[19])
- Кит Годшо[англ.] (англ. Keith Godchaux) — клавишные, бэк-вокал (1971—1979)
- Донна Годшо[англ.] (англ. Donna Godchaux) — бэк и ведущий вокал (1972—1979)
- Брент Мидланд[англ.] (англ. Brent Mydland) — клавишные, бэк и ведущий вокал (1979—1990)
- Роберт Хантер[англ.] — поэт-песенник, инструменты: нет (1967—1995)
- Джон Перри Барлоу — поэт-песенник, инструменты: нет (1971—1995)

### Концертные музыканты
- Нед Лагин[англ.] — клавишные (1974)
- Брюс Хорнсби — клавишные, вокалы (сентябрь 1990—март 1992)

## Дискография
Дискография официальных «программных» альбомов группы, в том числе концертных альбомов. Кроме них, существует свыше 40 концертных альбомов, выходивших с 1991 года в сериях «Dick’s Picks» и «View From The Vault» на CD и (частично) на DVD, а также большое количество бутлегов.
| - 1967 The Grateful Dead - 1968 Anthem of the Sun - 1969 Aoxomoxoa - 1969 Live/Dead - 1970 Workingman's Dead - 1970 American Beauty - 1970 Vintage Dead (концертный альбом) - 1971 Historic Dead (концертный альбом) - 1971 Grateful Dead (Skull & Roses) - 1972 Europe '72 - 1973 History Of The Grateful Dead, Vol. 1 (Bear’s Choice) - 1973 Wake Of The Flood - 1974 Grateful Dead From The Mars Hotel - 1975 Blues For Allah - 1976 Steal Your Face - 1977 Terrapin Station | - 1978 Shakedown Street - 1980 Go To Heaven - 1981 Reckoning - 1981 Dead Set - 1987 In The Dark - 1989 Built To Last - 1990 Without A Net - 1991 Infrared Roses - 1996 Grayfolded - 2000 So Many Roads (1965—1995) - 2001 The Golden Road (1965—1973) - 2002 Postcards Of The Hanging - 2004 Beyond Description - 2004 Rockin' The Rhine - 2005 Rare Cuts and Oddities 1966 |